# Съдията
 Тази статия е за българския филм.  За филма от Република Македония вижте Съдията (филм, 2002).  
„Съдията“ (известен и като „Съдията: 1884 - юлий, август“) е български игрален филм (уестърн) от 1986 година на режисьора Пламен Масларов, по сценарий на Йордан Иванчев и Пламен Масларов. Оператор е Пламен Сомов. Музиката във филма е композирана от Стефан Димитров.
Филмът е заснет в крайдунавското силистренско село Попина, като в снимките са участвали и местни хора.

## Състав

### Актьорски състав
| Изпълнител         | Роля                 |
| ------------------ | -------------------- |
| Георги Черкелов    | Съдията Андрей Димов |
| Джоко Росич        | Стойо Манчев         |
| Цако Дачев         | Г-н Вълов            |
| Васил Банов        | Горан                |
| Пламен Дончев      | отец Сава            |
| Ивайло Христов     | Цанко Христов        |
| Калин Арсов        | Елека                |
| Николай Латев      | Бръснарят            |
| Кръстю Лафазанов   | Търговецът Дойчин    |
| Николай Хаджиминев | Бранко               |
| Антонио Угрински   | Черният              |
| Кирил Варийски     | Околийският началник |
| Йордан Биков       | Писарят              |
| Красимир Куцопаров | Телеграфистът        |
| Ина Попова         | Кераца               |
| Едуард Захариев    | кожар                |
| Стефанос Гулямджис | пчеларят             |
| Тодор Тодоров      | мелничарят Никола    |
| Крикор Хугасян     | кметът               |
| Захари Ракитов     |                      |
| Николай Дончев     |                      |
| Димитър Луканов    |                      |
| Ивайло Калоянчев   |                      |
| Юлия Бациева       | дъщерята на пчеларя  |

### Творчески и технически екип
| Режисьор             | Пламен Масларов                                                                                      |
| Сценарий             | Йордан Иванчев Пламен Масларов                                                                       |
| Оператор             | Пламен Сомов                                                                                         |
| Художник             | Виолета Йовчева                                                                                      |
| Костюми              | Радка Жекова                                                                                         |
| Музика               | Стефан Димитров                                                                                      |
| Звук                 | Борислав Бояджиев                                                                                    |
| Монтаж               | Теодора Вепшек                                                                                       |
| Грим                 | Димитър Коклин Юлияна Сискакова                                                                      |
| Редактор             | Тодор Монов                                                                                          |
| Директор             | Иван Ташев                                                                                           |
| Каскади              | Каскадьорска група на СИФ „БОЯНА“                                                                    |
| Втори режисьор       | Татяна Зарева                                                                                        |
| Втори оператор       | Христофор Калоянов                                                                                   |
| Асистент-режисьори   | Иван Черкелов Миладин Иванов Радка Иванова                                                           |
| Асистент-оператори   | Владимир Станков Антон Наков Стефан Геков Йордан Костов                                              |
| Фотографи            | Ивет Георгиева Парсек Шубаралян                                                                      |
| Асистенти по монтажа | Мариела Асенова Елена Сапунджиева                                                                    |
| Асистент по звука    | Сергей Павлов                                                                                        |
| Гардероб             | Свилена Виденова                                                                                     |
| Реквизит             | Дора Бистрикова                                                                                      |
| Организатори         | Ангел Митев Лозанка Иванова Захари Паунов Анатоли Кузманов                                           |
| Втори художници      | Владо Хиков Антония Ничева                                                                           |
| Декор                | Кирил Кирилов                                                                                        |
| Осветление           | Николай Колев                                                                                        |
| Пиротехника          | Дойчин Йондов                                                                                        |
| Звукови ефекти       | Георги Казанджиев Митко Петров                                                                       |
| Консултанти          | Ангел Димитров Димитър Кехайов                                                                       |
| Distributed by       | БЪЛГАРСКА КИНЕМАТОГРАФИЯ Студия за игрални филми „БОЯНА“ Втори творчески колектив /Copyright © 1986/ |

## Коментари
Критикът Георги Ангелов определя „Съдията“ като „първият истински български уестърн“. „Защо да има „спагети-уестърн“, „мамалига-уестърн“, а да няма „боб-уестърн“ например?“ – пита режисьорът и настоява, че за твореца е задължително да не спазва правилата на канонизирания жанр. Той смята, че „Съдията“ може да бъде определен по-скоро като „едно приключение с мъже“. „Стремил съм се главен герой на филма да бъде действието“ – уточнява Пламен Масларов.